# Trabrennbahn Krieau
Trabrennbahn Krieau är en travbana i stadsdelen Leopoldstadt i Wien i Österrike. 

## Om banan
Travbanan ligger i Krieau (Krie-Au), som är en del av Pratern. Huvudbanans längd är 1 000 meter, och rymmer åtta hästar i bredd. Banans underlag är gjort av sand. 
Läktaren som byggdes på 1910-talet består av tre våningar armerade betongkonstruktioner. Färgglada majolicareliefer i stil med Wiener Werkstätte visas vid läktaren. Mittemot läktaren ligger en administrationsbyggnad, som byggdes i slutet av 1900-talet. Måldomartornet består av fem våningar stålskelett som kröns av en tre våningars lyktformad struktur.

## Historia
Travbanans idé och ursprung dateras till september 1873, då Världsutställningen arrangerades i Wien. Den 22 september 1873 hölls ett internationellt travlopp på Prater-Hauptalle, som stängdes för tillfället. De personer som ansvarade för att organisera tävlingsdagen var i huvudsak de som skulle starta travklubben ett år senare. 
Under april 1874, under beskydd av hovstallmästare Karl Ludwig von Grünne (1808–1884), grundades Travföreningen för främjande av hästavel i Österrike-Ungern. Syftet med föreningen syftade inte bara till att organisera travsporten, utan även stödja utställningar, utmärkelser, avel och travlopp. Föreningen var baserad i Wien.  
Planer för att bygga travbanan gjordes, och den 29 september 1878 invigdes Trabrennbahn Krieau. Den räknas tillsammans med Centrala Moskvas Travbana som en av de äldsta europeiska travbanorna.
Travbanan renoverades vid millennieskiftet 1999–2000.

## Större lopp
Banans största lopp är Österrikiskt Travderby (Österreichisches Traber Derby) för 4-åriga travare som, även är av de större loppen i Österrike. Tysken Conrad Lugauer som är verksam i Sverige har vunnit loppet ett flertal gånger.
På banan körs även Graf Kalman Hunyady Memorial till minne av Kálmán Hunyady de Kéthely (1828–1901), som var första ordförande i Wiener Trabrenn-Verein. Loppet har lockat flera internationella stjärnhästar.

## Galleri

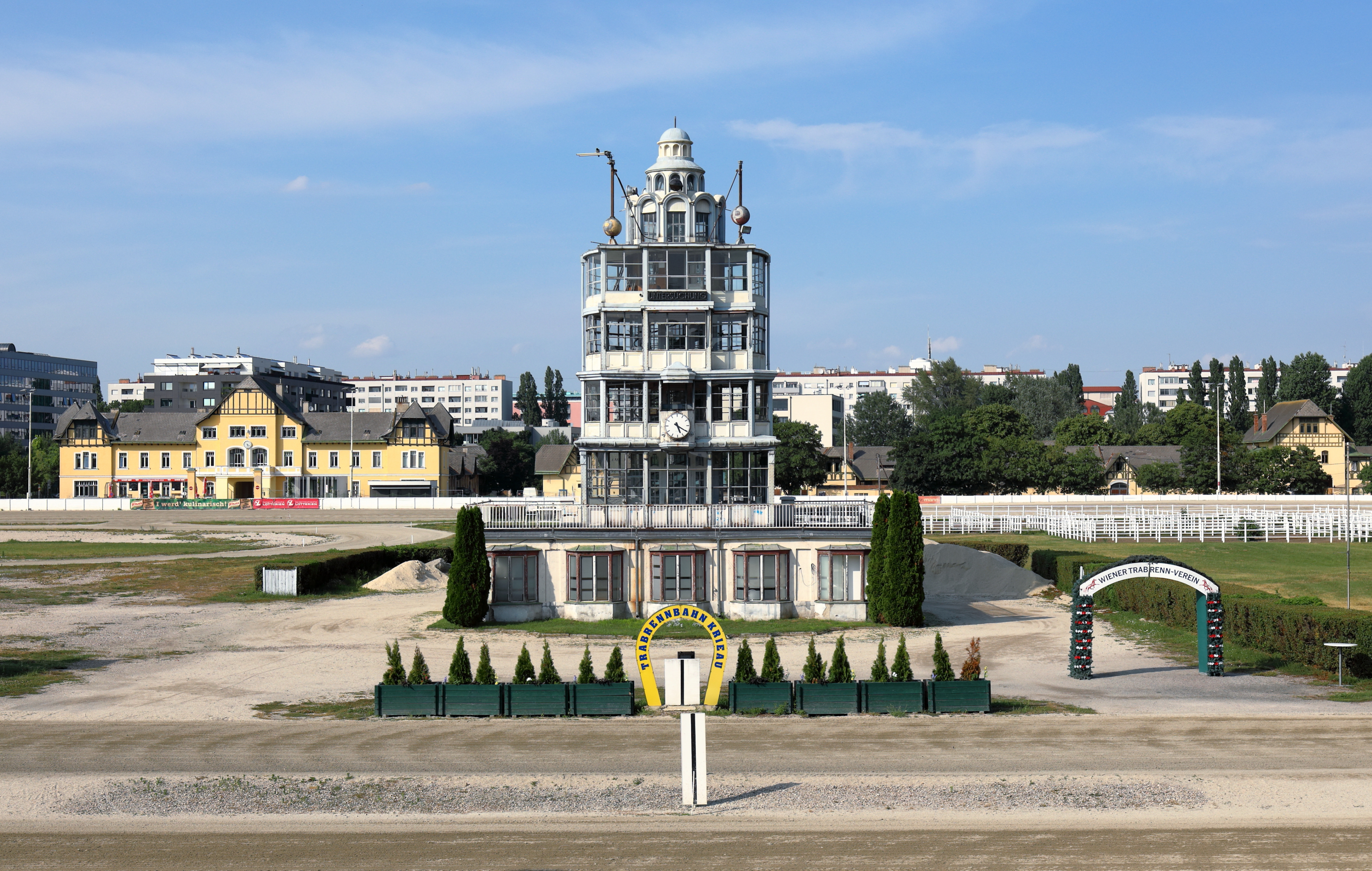
Måldomartornet på banans innerplan, med administrationsbyggnaden och stallarna bakom.
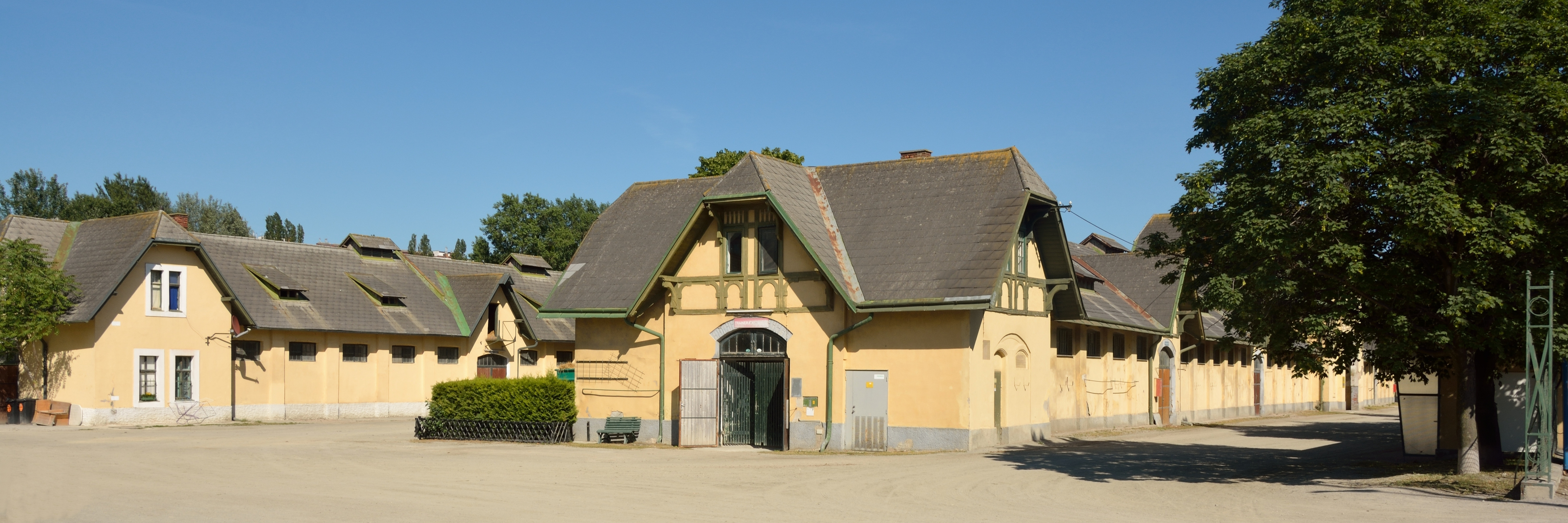
Banans stallbacke.
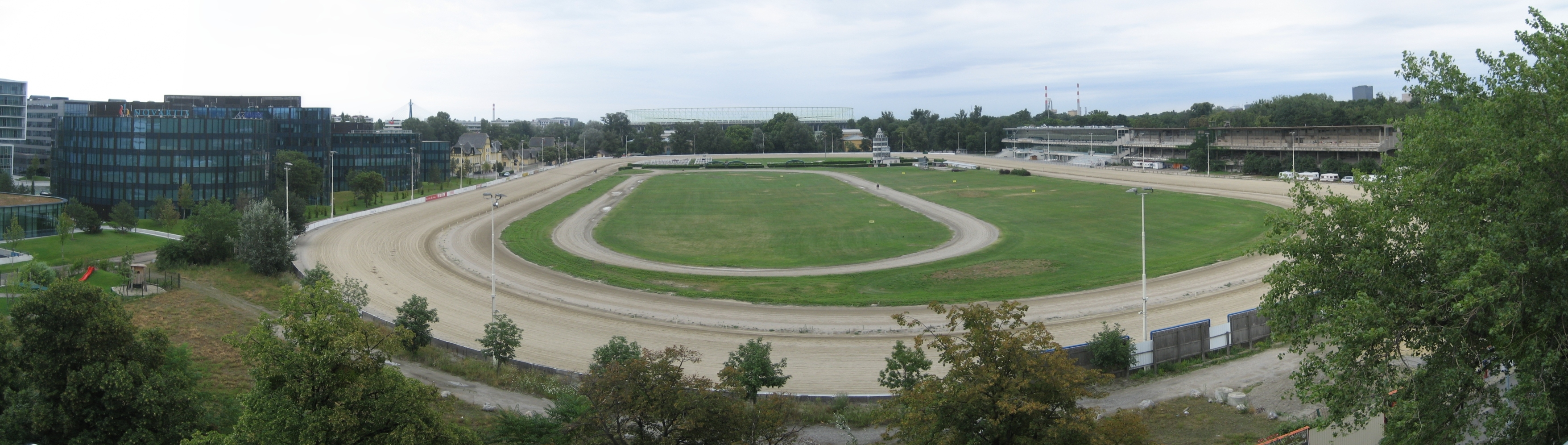
Trabrennbahn Krieau 2011.
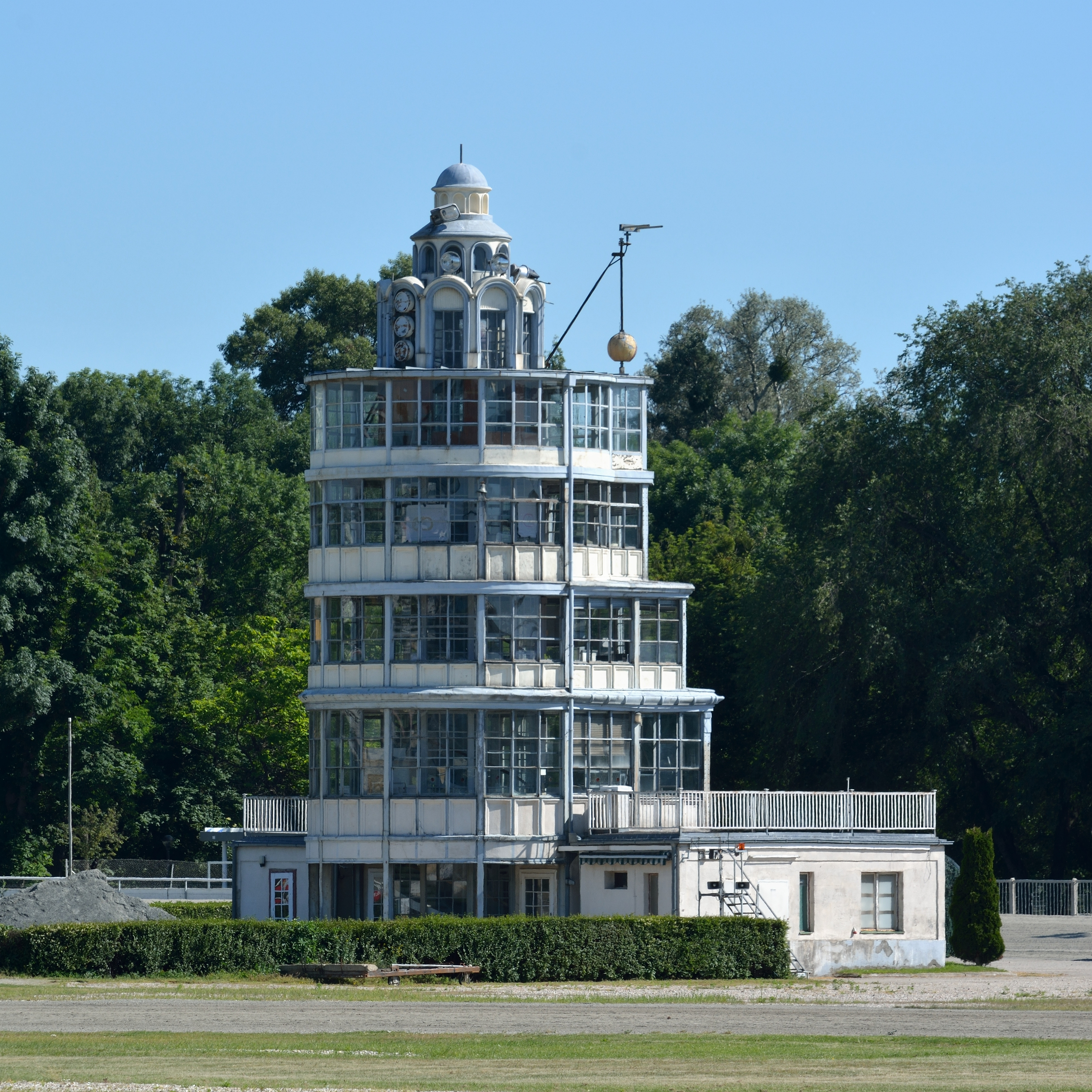
Måldomartornet 2014.
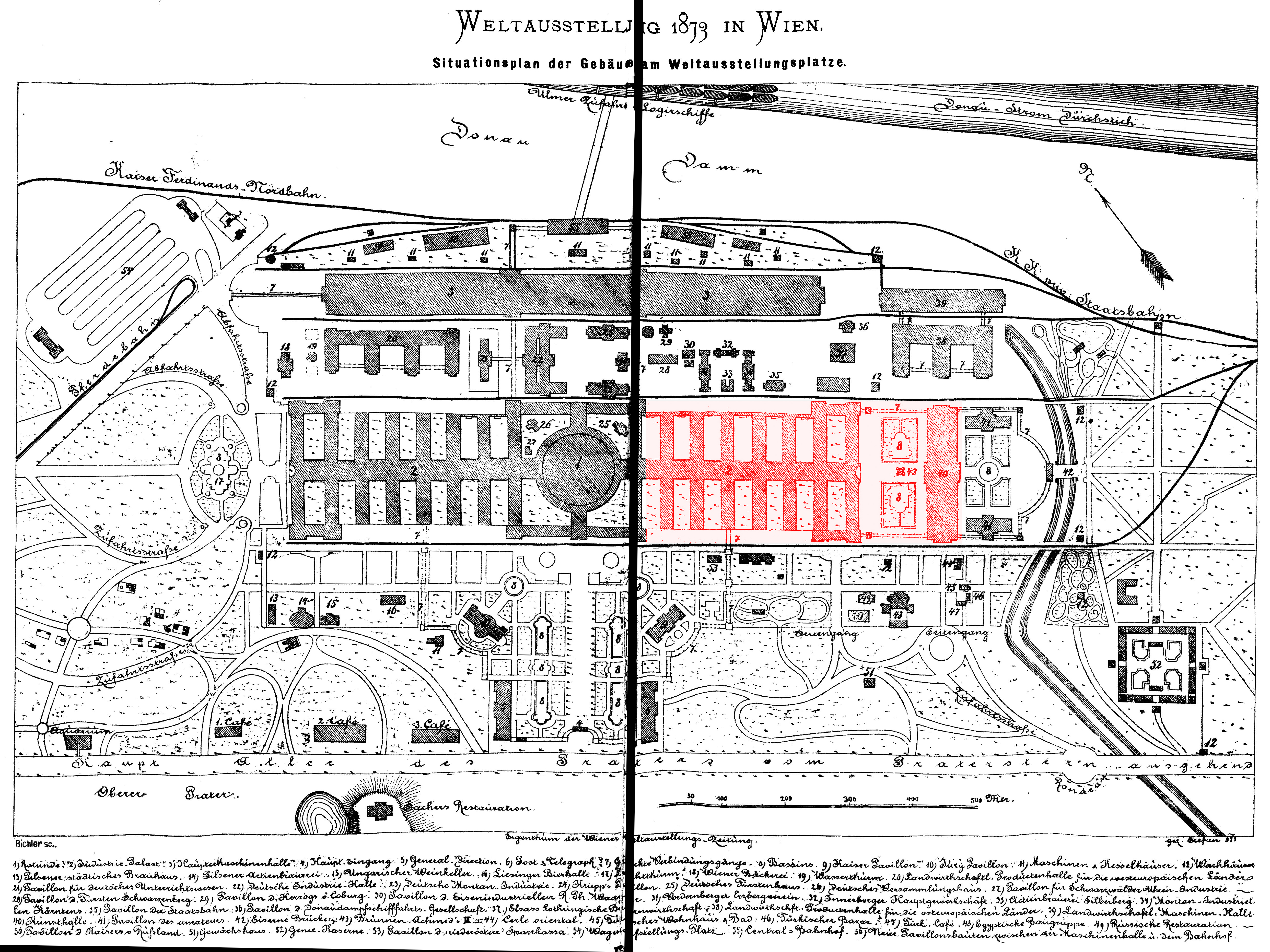
Ritning för travbanan, 1873.
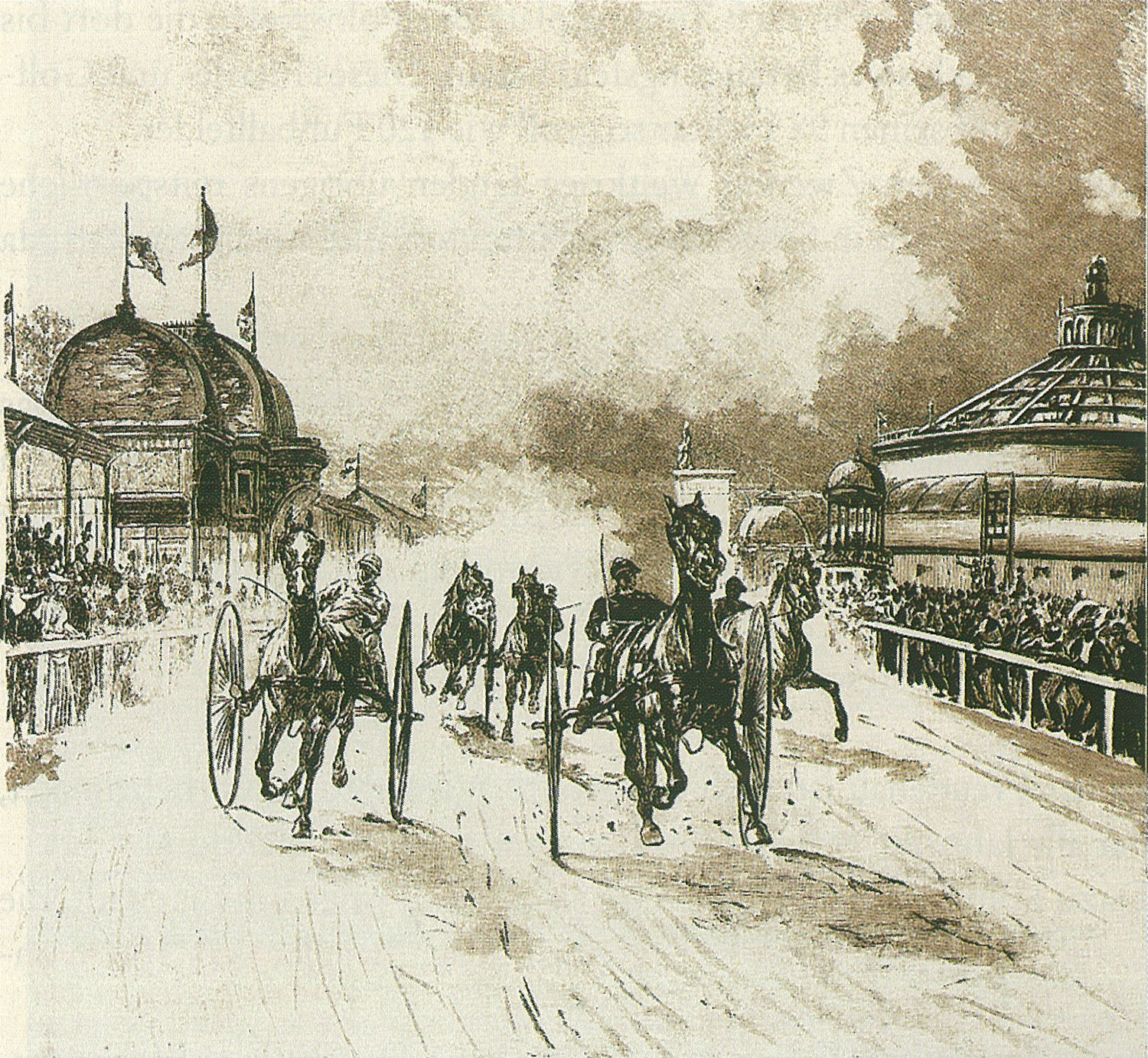
Målning av travbanan från 1888.

## Fortsatt läsning
- L(ouis) Schopper (Zusammenstellung): Officielles über Traber-Zuchtwesen in Österreich-Ungarn nebst den besten Records auf der Wiener Trabrennbahn. Band 1. Verlag des Wiener Trabrenn-Vereines, Wien 1890, OBV.
- Statuten des Wiener Trabrenn-Vereines. Karst, Wien 1896, OBV.
- Rechenschaftsbericht des Wiener Trabrenn-Vereines für das Jahr 1892—. Umschlagtitel: Jahresbericht des Wiener Trabrenn-Vereines pro … Berichtsjahr 1892–1905. 1907–1912. 1916. 1945–1949. Selbstverlag Dr des „Sport“, Wien 1892–,  OBV.
- Renngesetze des Wiener Trabrenn-Vereines. Sport, Wien 1895, OBV.
- 25 Jahre Wiener Trabrenn-Verein. Ein Erinnerungsblatt. von Karst, Wien 1898, OBV.
- Victor Silberer: Erinnerungen aus der Reform- und Organisationszeit des Wiener Trabrenn-Vereines 1879–1885. Ein kleiner Beitrag zur Entwicklungsgeschichte des Wiener Trabrenn-Vereines. Verlag der „Allgemeinen Sport-Zeitung“, Wien 1913, OBV.
- Emanuel Tschoepe: Vierzig Jahre Wiener Trabrenn-Verein. Ein Erinnerungsblatt, gewidmet den Mitgliedern des Wiener Trabrenn-Vereines aus Anlaß des vierzigjährigen Vereins-Jubiläums. Selbstverlag, Wien 1913, OBV.
- Emanuel Tschoepe: Festschrift des Wiener Trabrenn-Vereines zur Feier seines fünfzigjährigen Bestandes. Selbstverlag, Wien 1923, OBV.
- Franz Heinlein (Text und Gestaltung): 100 Jahre Wiener Trabrenn-Verein. Wiener Trabrenn-Verein, Wien 1974, OBV.
- Gerhard Reichebner: 125 Jahre Wiener Trabrenn-Verein. 1874–1999. Turf Sport-Verlag, Wien 1999, ISBN 3-9500769-1-3.
- Archiv Wiener Trabrenn-Verein. (304 Dokumente). Albertina Wien Architektursammlung, Wiener Trabrenn-Verein, o. J., OBV.